# Posszert Emília
Pongrác (Posszert) Emília (Budapest. 1888. május 5. – Budapest, 1971. szeptember 8.) magyar alt-mezzoszoprán operaénekesnő, Pálffy Endre nagynénje.

## Pályafutása
1912-ben diplomázott a Zeneakadémián. A Magyar Állami Operaház tagja volt 1913. szeptember 1. és 1917. március 31. között. Visszavonulása után tanított, növendéke volt többek között Osváth Júlia, Simándy József, Mére Ottilia és Varga Magda

## Fellépései
- Márta (Faust)
- Siegrune (A walkür)
- Rongyszedő asszony (Wilhelm Kienzl: A bibliás ember)
- Özvegy Sáskáné (Névtelen hősök)
- Lucia (Parasztbecsület)